# Haley Paige
Haley Paige, nome artístico de Maryam Irene Haley (Chihuahua, 30 de dezembro de 1981 – King City, Califórnia, 21 de agosto de 2007) foi uma atriz e diretora de filmes pornográficos. Possuía ascendência mexicana da parte da mãe, e galesa da parte do pai. Usou também os seguintes nomes: Haley, Hailey Page, Haley Banks, Haley Hunter.

## Biografia
Começou sua carreira de atriz pornô no ano de 2002 e fez até o ano de 2006 por volta de 250 filmes.

## Morte
Em 2 de agosto de 2007, Haley e  o diretor do porn Inkyo Volt Hwang se casaram em Las Vegas. Informes depois alegaram que Hwang trouxe Haley Paige para a sala de emergência no Mee Memorial Hospital, sem pulso ou respiração. A estrela pornô foi declarada morta.
Nos relatórios dos jornais, Sgt. Steve Miller, do Departamento de Polícia do King City, disse que, às 14h30, em 21 de agosto, seu departamento respondeu a uma chamada da sala de emergência em Mee Memorial para investigar uma morte suspeita. Um relatório forense indicou que ela morreu em 21 de agosto de 2007 em King City, Califórnia, onde ela alegadamente viajou com Hwang.
Em 22 de agosto, Hwang foi supostamente preso por suspeita de possuir um veículo roubado e preso por suspeita de assassinato, mas foi liberado no dia 24 de agosto e as acusações arquivadas.
O relatório de triagem de toxicologia voltou negativo para tudo menos uma quantidade mínima de metadona. De acordo com o condado de Monterey que preparou seu relatório forense, a causa de morte de Haley Paige foi listada como indeterminada, mas que dependendo do histórico de drogas individuais, mesmo uma quantidade nominal de metadona poderia ser uma dose letal.
Os detalhes exatos do que aconteceu com Hailey Paige provavelmente nunca serão conhecidos porque o Sr. Hwang foi encontrado morto em uma sala no Economy Inn em Morgan Hill, Califórnia, em 29 de setembro de 2007.  O serviço forense do condado de Santa Clara informou que Hwang sofreu uma overdose de metadona em um aparente suicídio.

## Filmografia parcial
- Anal Trainer # 8
- Blow Me Sandwich # 6
- BookWorm Bitches
- Deep Throat This # 13
- Gag Factor # 13
- Latin Adultery
- My Sister Hot Friend (Naughty America) (Internet)
- Porn Fidelity
- POV Pervert # 1, # 5
- SoCal Coeds
- Young Girls' Fantasies # 2, # 7, # 9

## Prêmios

###### XRCO (X-Rated Critics Organization)
- 2005 - Melhor na categoria "Unsung Siren"